# Pierre Juillet
Pour les articles homonymes, voir Juillet (homonymie).
Pierre Juillet, né le 22 juillet 1921 à Vallière, dans le département de la Creuse et mort le 23 décembre 1999 au même endroit, est un proche conseiller politique et même une éminence grise de Georges Pompidou, Premier ministre puis Président de la République.

## Biographie

### Jeunesse et études
Il naît dans la Creuse, au lieu-dit de Puy-Judeau, sur la commune de Vallière, sur le plateau de Millevaches. Son père, Armand Juillet, est directeur de cabinet d'André Tardieu, président du conseil, et occupe à sa naissance un poste de sous-préfet à Die, dans la Drôme. Il a un frère, Jacques Juillet, préfet. 
Il suit des études de droit et obtient une licence en droit. Pendant la Seconde Guerre mondiale, il s'engage dans la Résistance.

### Parcours professionnel
Il devient avocat en 1945. Il n'exerce qu'une quinzaine d'années. Il est membre du Rassemblement du peuple français en 1947.
Il est nommé en 1958 chef de cabinet d'André Malraux. En 1962, il devient conseiller technique au cabinet du Premier ministre Georges Pompidou. Il lui présente Marie-France Garaud. Il encourage une génération de « jeunes loups » (Jacques Chirac, Jean Charbonnel, Bernard Pons et Pierre Mazeaud) à se lancer en politique, comme ils le font avec le serment de Solignac en 1966.
Lorsque Pompidou est élu président de la République en 1969, Pierre Juillet est chargé des chasses présidentielles. Officieusement, il est le conseiller de l'ombre du président et assure la gestion des conseillers présidentiels . Il pèse sur les nominations au gouvernement. Il est l'un des conseillers les plus influents du palais présidentiel avec Édouard Balladur,. Il obtient le départ du Premier ministre Chaban-Delmas, considéré comme trop à gauche. Il est l'interlocuteur du directeur du SDECE, Alexandre de Marenches, à l'Élysée.
Il se déclare également opposé à une des plus grandes émissions télévisuelles politiques, créée en 1970, À armes égales car comme Marie-France Garaud, qui conseille aussi Georges Pompidou, il y voit « une abomination au service de ses ennemis ». Pompidou prend cependant ombrage de son influence quelques mois avant sa mort, et réfléchit à le nommer au Conseil constitutionnel pour lui trouver un point de chute. Son cabinet l'en dissuade et Juillet reste jusqu'à la mort du président.
Lors de la campagne pour l'élection présidentielle de 1974, avec Marie-France Garaud, ils veulent empêcher Jacques Chaban-Delmas, jugeant dangereux son projet de Nouvelle société, et poussent Pierre Messmer à se présenter.
Il devient, avec Marie-France Garaud, le mentor du jeune Jacques Chirac, gaulliste rallié à Giscard en cours de campagne présidentielle et devenu Premier ministre. Valéry Giscard d'Estaing propose à Juillet de devenir ministre de la Défense, ou ministre des Affaires étrangères, selon les versions, mais il refuse et se retire dans sa maison de la Creuse.
Il fait partie en décembre 1978 des rédacteurs de l'Appel de Cochin de Jacques Chirac, rédigé de son lit d'hôpital, qui dénonçait la politique anti-nationale de l'Europe fédérale. Ce dernier rompt avec lui après l'échec des élections européennes de 1979 qui voient le RPR passer derrière la liste UDF conduite par Simone Veil. Ils restent en contact dans les décennies qui suivent.

## Famille
Il épouse Annick Mousnier, une des secrétaires de Charles de Gaulle, qu'il rencontre en 1951,. Ils se marient l'année même. Elle lui survit. Il a avec elle deux fils, Michel et Dominique.  
Il est l'oncle d'Alain Juillet, ancien directeur du renseignement à la DGSE, responsable du renseignement économique au Secrétariat général de la défense nationale.  

## Dans la fiction
- 2011 : Mort d'un président de Pierre Aknine, joué par André Marcon
- 2013 : La Rupture, téléfilm de Laurent Heynemann, joué par Olivier Cruveiller.
- 2014 : La Loi, téléfilm de Christian Faure, joué par Jean-Paul Comart.

## Sources et références
- Plusieurs clans s'affrontent au sommet de l'État pour faire nommer un nouveau directeur de la DGSE, Le Monde, 3 décembre 2003.

1. ↑  Registre des naissances de la commune de Vallière (1921-1922), 4E296/38, Archives départementales de la Creuse.
2. ↑  Pierre RIGOULOT, Georges Albertini: Socialiste, collaborateur, gaulliste, Place des éditeurs, 22 novembre 2012 (ISBN 978-2-262-04185-4, lire en ligne)
3. ↑  Encyclopædia Universalis, « PIERRE JUILLET », sur Encyclopædia Universalis (consulté le 25 novembre 2020)
4. ↑  Centre France, « Pierre Juillet, éminence grise à Paris, éleveur de moutons à Vallière », sur www.lamontagne.fr, 28 septembre 2019 (consulté le 25 novembre 2020)
5. ↑  (en) Laurent Poret, Men Chirac, Laurent Poret (lire en ligne)
6. 1 2 3  Olivier Faye, La Conseillère, Paris, Fayard, 3 mars 2021, 256 p. (ISBN 978-2213700908)
7. ↑  (en) Serge Berstein, Sergej Natanovič Bernstejn et Jean-Pierre Rioux, The Pompidou Years, 1969-1974, Cambridge University Press, 13 mars 2000 (ISBN 978-0-521-58061-8, lire en ligne)
8. ↑  Catherine Nay, Le dauphin et le régent, Grasset, 1er avril 2014 (ISBN 978-2-246-47179-0, lire en ligne)
9. ↑  (en) Andrew Knapp et Vincent Wright, The Government and Politics of France, Psychology Press, 2001 (ISBN 978-0-415-21526-8, lire en ligne)
10. ↑  François d'Orcival, Le Nouveau Roman de l'Elysée: Trois siècles d'histoires de France, Editions du Rocher, 22 mars 2012 (ISBN 978-2-268-07482-5, lire en ligne)
11. ↑  Bassi 2005, p. 97.
12. ↑  Guillaume Tabard, « Giscard conjugue changement et continuité », Le Figaro, vendredi 23 décembre 2016, page 4.
13. ↑  Jacques SANTAMARIA et Patrice DUHAMEL, Les flingueurs, Place des éditeurs, 22 mai 2014 (ISBN 978-2-259-22306-5, lire en ligne)
14. ↑  Nicolas CHARBONNEAU et Laurent GUIMIER, La Ve République Pour les Nuls, edi8, 9 août 2012 (ISBN 978-2-7540-4320-5, lire en ligne)
15. ↑  (en) Jacques Chirac, My Life in Politics, St. Martin's Publishing Group, 13 novembre 2012 (ISBN 978-1-137-08803-1, lire en ligne)
16. ↑  Michel TAURIAC, Vivre avec De Gaulle: Les derniers témoins racontent l'homme, Place des éditeurs, 16 décembre 2010 (ISBN 978-2-259-21364-6, lire en ligne)
17. ↑  Bernard Lachaise et Sabrina Tricaud, Georges Pompidou et mai 1968, Peter Lang, 2009 (ISBN 978-90-5201-468-5, lire en ligne)
18. ↑  Henri Deligny, Chirac ou la fringale du pouvoir, A. Moreau, 1977 (lire en ligne)
19. ↑  « Lettre d'information n°5 – Le dossier de la semaine », sur Fondation Charles de Gaulle, 11 avril 2020 (consulté le 25 novembre 2020)
20. ↑  « Pierre Juillet », Le Monde.fr,‎ 25 décembre 1999 (lire en ligne, consulté le 25 novembre 2020)